# الفلسفة والنظرية التربوية
الفلسفة والنظرية التربوية (بالإنجليزية: Educational Philosophy and Theory)‏ هي مجلة فلسفية مُحكّمة تُغطي نظرية التربية وفلسفة التربية. تأسست عام 1969 على يد ليس براون (من جامعة نيو ساوث ويلز)، وصدر عددها الأول في مايو من ذلك العام. ثم أصبحت المجلة الرسمية لجمعية فلسفة التربية في أستراليا، التي تأسست في العام التالي. تُنشر المجلة أربع عشرة مرة سنويًا عن دار تايلور وفرانسيس، ويرأس تحريرها مايكل أدريان بيترز (من جامعة بكين للمعلمين). ووفقًا لتقارير الاستشهاد بالمجلات الأكاديمية، بلغ عامل تأثير المجلة 1.267 في عام 2017، مما يجعلها في المرتبة 177 من بين 238 مجلة في فئة "التربية والبحث التربوي".

## وصلات خارجية
- الموقع الرسمي